# Impossiball

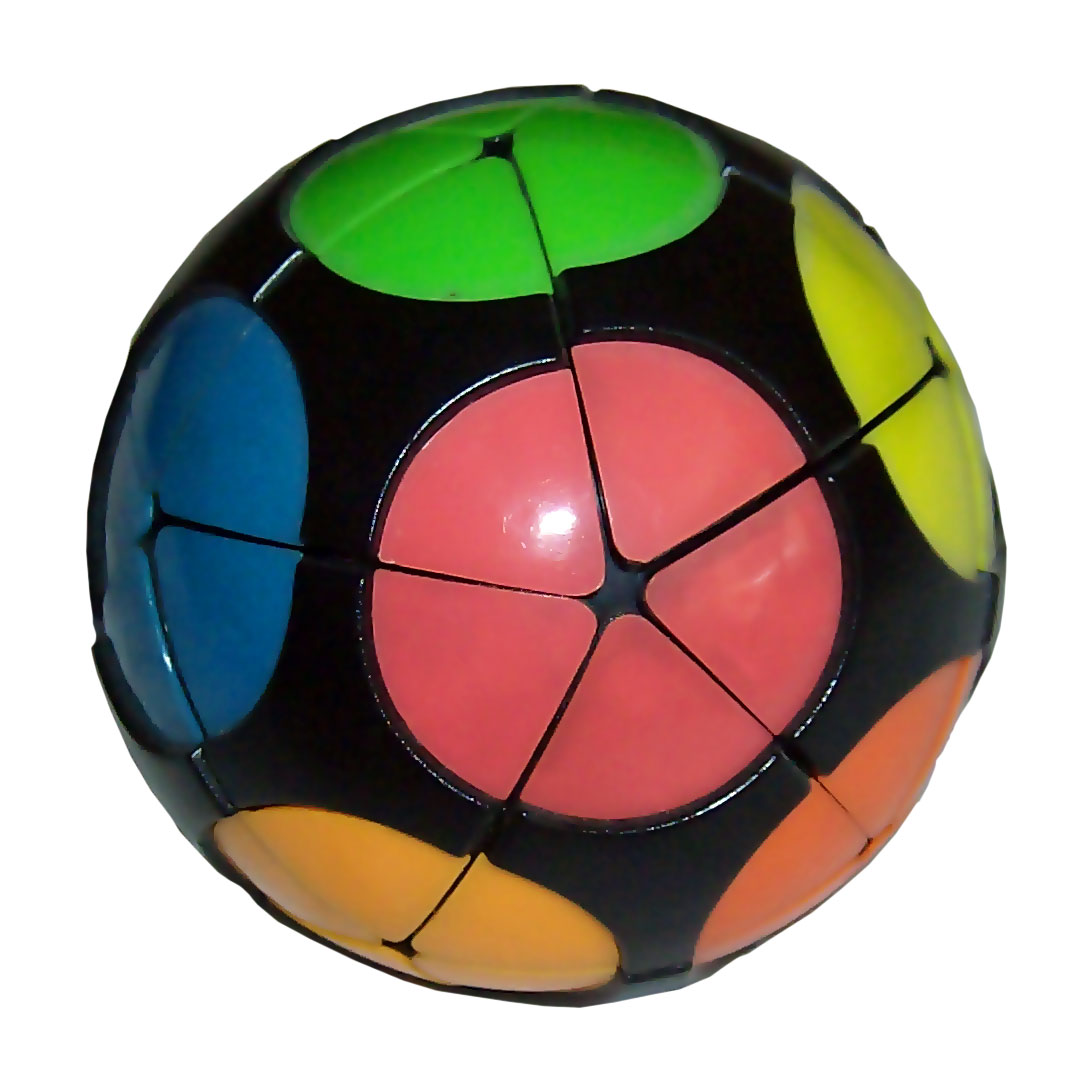
Impossiball resuelta.

La Impossiball, también denominada Incredi-ball, es un rompecabezas mecánico. Consiste en una pelota formada por 20 piezas triangulares curvadas de manera similar a un icosaedro. Cada capa de 5 triángulos rota en torno a un vértice. Los vértices están coloreados de forma tal que cada pieza tiene tres colores. El rompecabezas es equivalente al Megaminx pero sin esquinas, aristas ni centros.

## Historia
La primera versión del rompecabezas corresponde a Milton Bradley que lo coloreó con los mismos colores que tiene el cubo de Rubik.
La Impossiball fue patentada en Estados Unidos el 2 de octubre de 1984 por William O. Gustafson bajo el número US 4 474 376.